# Castell de Milany
El Castell de Milany fou un castell termenat al cim del Milany, un puig que domina la vall que comunica Vallfogona amb la plana de Vic. Es tracta del castell català bastit a una major alçada. Avui dia l'estat és de ruïna, és al límit municipal entre Vallfogona i Vidrà i ha estat catalogat com a bé cultural d'interés nacional.
Com a cim de 1.529 m.,esta inclòs al llistat dels 100 cims de la FEEC.(2)

## Arquitectura
La fortalesa està molt malmesa, només en resten alguns paraments de pedra, la majoria baixos. Es conserven les restes de la torre de l'homenatge i d'una sala rectangular contigua, que podria ser la capella del castell. També es conserva una cisterna. Dels murs visibles de la torre, un tram de la paret s'aprecia un fragment de carreus disposats en d'opus spicatum.
En el decurs dels anys 2012-2014 el castell es troba en curs d'excavació arqueològica derivada del projecte de consolidació del Castell de Milany. La intervenció arqueològica ha posat al descobert la planta de la torre principal, de forma quadrada amb un gruix de parets d'1,6 metres i una llargada d'uns 6,5m. L'àrea interior resultant és d'aproximadament 9 metres quadrats. Les parets de la torre es fonamenten sobre banquetes construïdes directament sobre la roca mare. Sembla que la torre estaria estructurada en diversos pisos formats per voltes de lloses de pedra lligades amb morter, que han aparegut als nivells d'enderroc. La intervenció també ha permès documentar que tant la torre com la paret nord foren construïdes en el mateix moment. Els sondejos realitzats al sud-oest de la torre evidencien que les restes del conjunt del castell d'extenen en aquest sector.

## Història

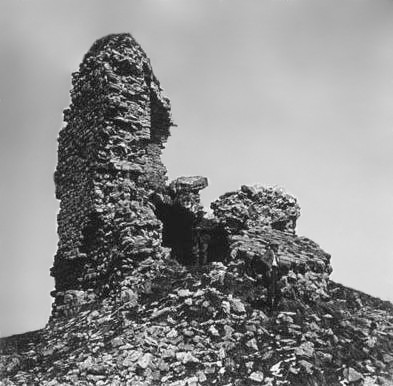
Runes del castell de Milany el 1921

El topònim de Milany apareix per primera vegada l'any 918. Quant al castell pròpiament dit, la primera referència és de l'any 962. El castell era el centre de la baronia de Milany. El domini eminent sobre aquest castell anà variant diverses vegades, així, formà part del comtat d'Osona, del de Besalú i del Casal de Barcelona. També tingué drets sobre el castell el monestir de Sant Joan de les Abadesses. A finals del segle xiii es detecten tres senyors eminents: el monestir de Sant Joan de les Abadesses, el vescomte de Bas i Dalmau de Palau. Aquest últim, que obtingué la propietat d'aquest de Sibila de Palau múller del comte d'Empúries Hug V i mare de Ponç Hug IV (vegeu F. Montsalvatge, Los contes de Ampurias vindicados) intentà consolidar la seva posició amb l'adquisició de nous drets i la realització de diverses obres de fortificació, entre elles la reconstrucció del Castell de Milany.
Segurament, va patir els efectes dels terratrèmols del segle xv, cosa que explicaria que fos pres fàcilment pels remences l'any 1462. Sembla que fou abandonat en finalitzar aquesta guerra. Posteriorment, quan ja estava abandonat, el castell va passar a mans de Joana Estefania de Pinós i de Fonollet, vescomtessa d'Illa i de Canet. Al segle xvii, Francesca de Pinós, hereva del castell, es va casar amb Juan Francisco Cristóbal Fernández, duc d'Híjar.
Sembla que el castell s'organitzava al voltant d'un gran edifici central, una mena de torre gairebé quadrada i de grans dimensions, possiblement bastida durant la reforma de finals del segle xiii. Fins a finals dels anys 60 encara es podien veure les restes d'una cambra coberta amb volta apuntada. Avui l'estructura es troba molt malmesa.
En aquest recinte també existia l'església de Sant Pere de Milany, avui desapareguda. Durant la campanya realitzada l'any 2013 es va excavar parcialment una sala de planta rectangular que possiblement anava coberta amb una volta de canó, que podria correspondre a aquesta església, que seria la capella del castell.
La Diputació de Girona ha realitzat campanyes d'excavació i consolidació durant els anys 2011, 2012, 2013 i 2014.